# Hugo von Pohl
Hugo von Pohl (Breslau, 1855. augusztus 25. – 1916. február 23.) német tengerész, admirális. Az első világháború alatt rövid ideig a német nyílt-tengeri flotta parancsnoka.

## Élete
Hugo von Pohl 1855. augusztus 25-én született a sziléziai Breslauban. 1876-ban alig 21-évesen lépett be a Német Császári Haditengerészetbe és lett tengerész tiszt. Három évvel később előléptették és 1900-ban részt vett a bokszerlázadás leverésében. 1908-ban megbízták von Pohlt, hogy új haditengerészeti állomásokat építsen Kielben. 1909-ben altengernagyi kinevezést kap. 1914-ben kitör az első világháború. Több ütközetre is sor kerül a tengeren a német és a brit flotta között és az 1915-ös doggerbanki csatában a németek vereséget szenvednek, a Nyílt-tengeri flotta parancsnokát, Friedrich von Ingenohl admirálist leváltották és Pohl került a helyére.
Pohl óvatos haditengerészeti parancsnoknak bizonyult, aki nem kockáztatta egy esetleges újabb felszíni ütközet esélyét. Az admirális ellenállt a brit erőfeszítéseknek, amik a nyílt tengerre akarták csalni a Brit Királyi Haditengerészetnél kisebb Nyílt-tengeri flottát. Bár a nyílt tengeren óvatosságra intett, támogatta és lelkes híve volt a tengeralattjáró-hadviselésnek és a korlátlan tengeralattjáró-háborúnak. Azt tanácsolta az akkori német kancellárnak, Theobald von Bethmann-Hollwegnek, hogy a tengeralattjárók megtörhetnék a britek által létrehozott tengeri blokádot (amit az angolok a világháború első napjaiban létrehoztak). Egy hónappal a halála előtt betegsége miatt távoznia kellett posztjáról. Utódja az agresszívabb stratégiát és taktikát követő Reinhard Scheer admirális lett, aki három hónappal később a jütlandi csatába vezette a Nyílt-tengeri flottát. Pohl 1916. február 23-án halt meg. Hagyatékából később kiadták az emlékiratait.